# Siegfriedstraße (Worms)
Die Siegfriedstraße in Worms ist Teil des Straßenrings, der um das Stadtzentrum führt.

## Geografische Lage
Die Straße verbindet in gerader Linie Worms Hauptbahnhof mit einem Kreisverkehr nördlich der Altstadt im Bereich der ehemaligen Martinspforte. Die Straße bildet die Verkehrsachse zwischen Bahnhof und Rhein. Dort zielt die Straßenflucht auf den als Tor gestalteten Durchlass zum Fluss im Gebäude der Nibelungenschule. Hier trägt die Straßenachse allerdings schon die Bezeichnung „Berliner Ring“.

## Geschichte

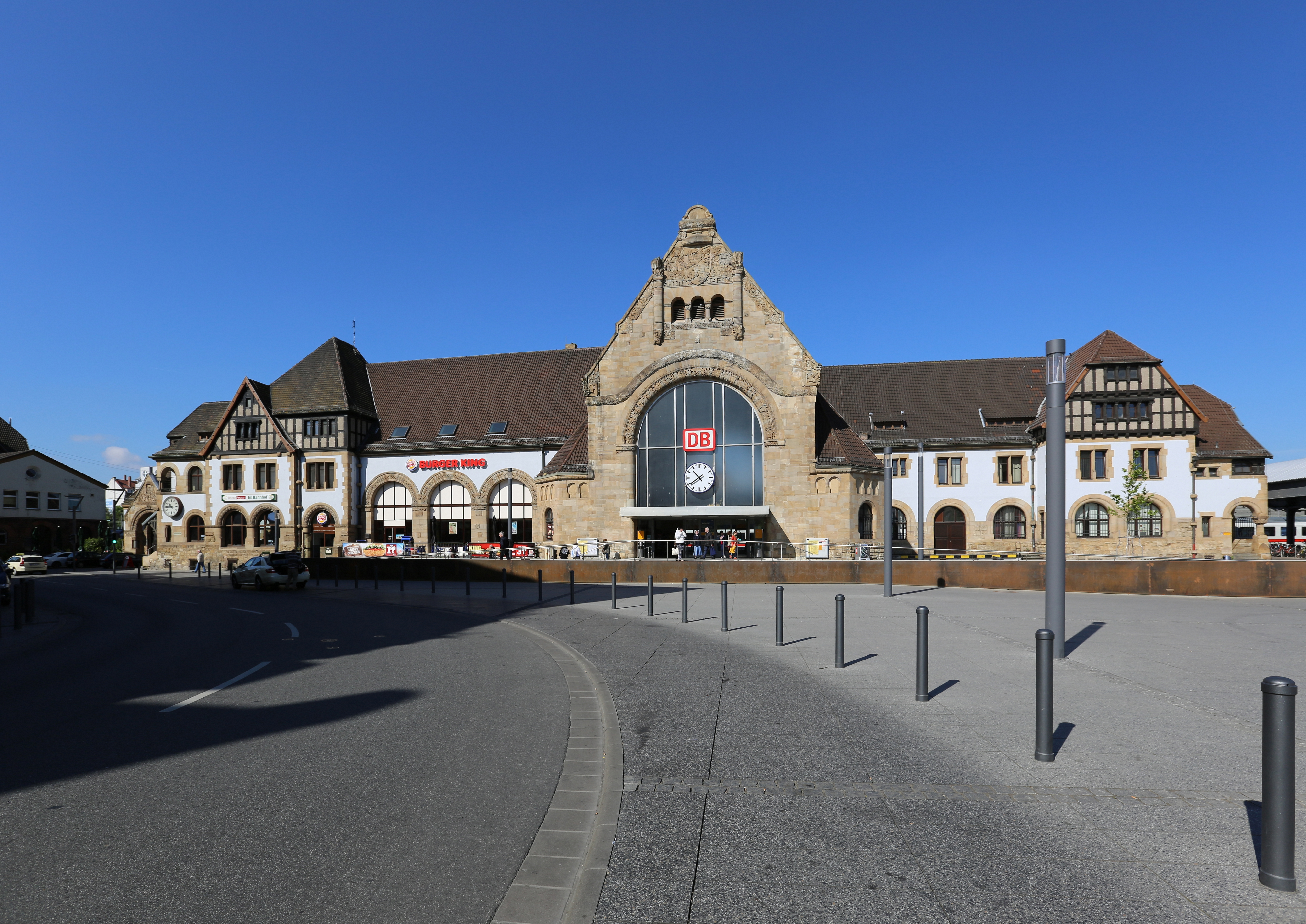
Blick aus der Siegfriedstraße auf den Hauptbahnhof

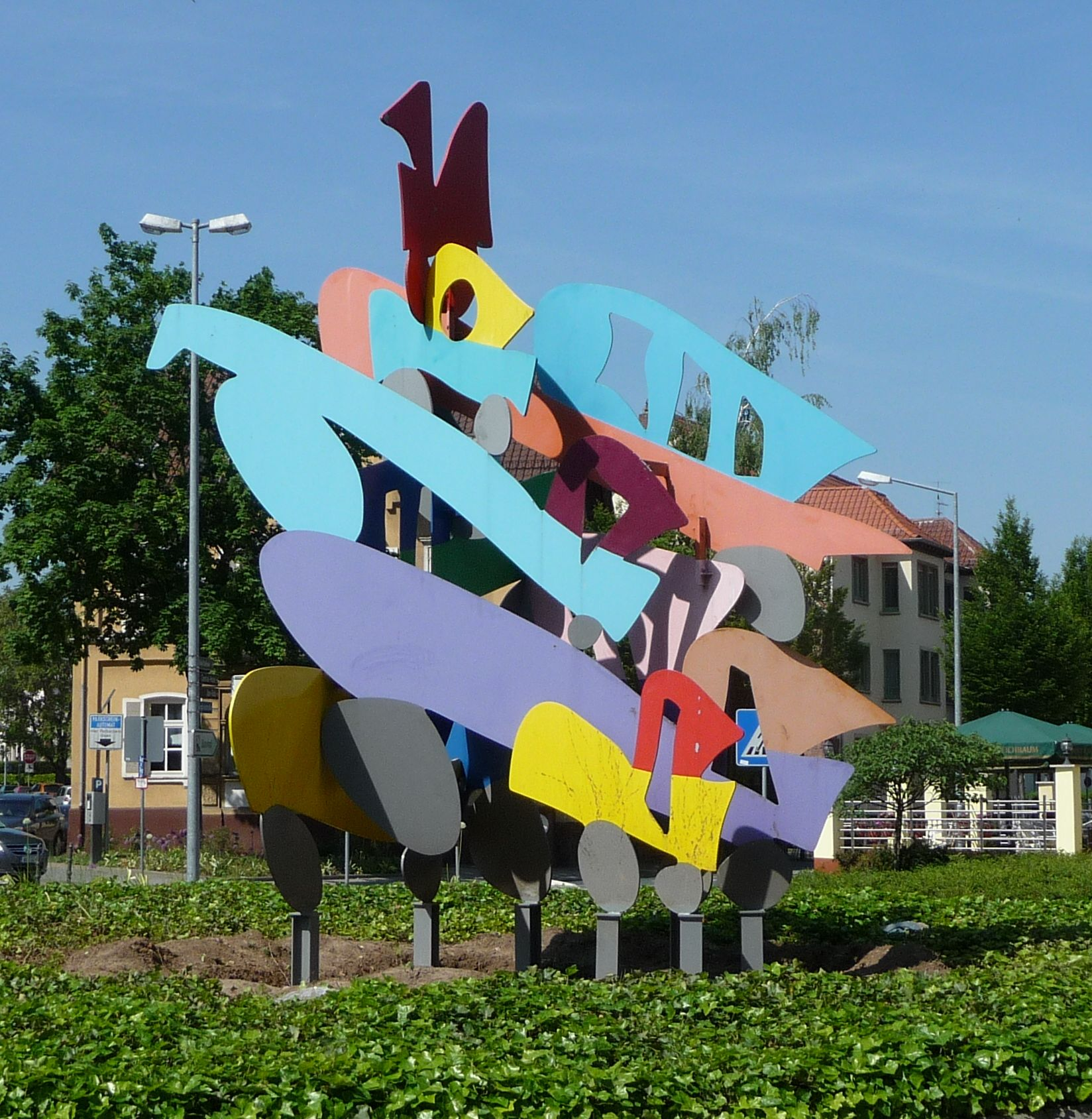
Kunst im öffentlichen Raum im Kreisverkehr am Ostende der Siegfriedstraße

In etwa der Lage der heutigen Straße bestand ein Feldweg mit dem Namen Hundsgasse. Dieser wurde mit der nordwestlichen Stadterweiterung ab 1870 zu einer hochherrschaftlichen Wohnlage ausgebaut, es entstanden eine ganze Reihe von Villen mit Vorgärten zur Straße hin, die als Allee gestaltet war. Es war eine Wohnlage für Geschäftsleute, Ärzte und Rechtsanwälte. Dafür schien der überkommene Name unangebracht und die Stadtverordneten änderten den Straßennamen 1874 in „Siegfriedstraße“. Als Anfang des 20. Jahrhunderts der Wormser Hauptbahnhof sein drittes Empfangsgebäude erhielt (eingeweiht: 1904) war dessen Hauptachse auf die Siegfriedstraße ausgerichtet. Zu dieser Zeit war die Straße nach etwa 30 Jahren Entwicklung auch vollständig bebaut.
Die Zerstörungen durch die Luftangriffe im Zweiten Weltkrieg hielten sich im Bereich der Siegfriedstraße in Grenzen, so dass eine Reihe der stattlichen Gebäude vom Ende des 19. und Anfang des 20. Jahrhunderts erhalten blieben. Eine Reihe davon erkannte die Denkmaltopographie als Kulturdenkmäler an.

## Name
Der Name der Straße bezieht sich auf Siegfried aus der Nibelungensage, die zu einem erheblichen Teil in Worms spielt.